# Unbeliever’s Script
Unbeliever’s Script – trzeci album studyjny polskiej grupy muzycznej Sceptic. Wydawnictwo ukazało się 25 września 2003 roku w Polsce nakładem wytwórni muzycznej Empire Records. W marcu 2004 roku w Europie płytę wydała firma Candlelight Records. Był to jedyny album zarejestrowany z basistą Grzegorzem Feliksem.
Nagrania zostały zarejestrowane w białostockim Hertz Studio w lipcu 2003 roku we współpracy z producentami muzycznymi - braćmi Sławomirem i Wojciechem Wiesławskimi.

## Lista utworów
Opracowano na podstawie materiału źródłowego.
1. "Unbeliever’s Script" (sł. Urbaś, muz. Urbaś, Hiro, Feliks, Chmura) - 04:51
2. "Illusion Possessor" (sł. Urbaś, muz. Urbaś, Hiro, Feliks, Chmura) - 04:06
3. "Controlled by Mind" (sł. Urbaś, muz. Urbaś, Hiro, Feliks, Chmura) - 05:47
4. "Soul Controllers" (sł. Urbaś, muz. Urbaś, Hiro, Feliks, Chmura) - 05:46
5. "Shapeless Entity" (sł. Urbaś, muz. Urbaś, Hiro, Feliks, Chmura) - 06:07
6. "Knowledge Gatherer" (sł. Urbaś, muz. Urbaś, Hiro, Feliks, Chmura) - 04:18
7. "Voices from the Past" (sł. Urbaś, muz. Urbaś, Hiro, Feliks, Chmura) - 07:05
8. "Spiritually Tormented" (sł. Urbaś, muz. Urbaś, Hiro, Feliks, Chmura) - 05:12
9. "Waves of Destruction" (sł. Urbaś, muz. Urbaś, Hiro, Feliks, Chmura) - 04:19

## Twórcy
Opracowano na podstawie materiału źródłowego.
| - Marcin Urbaś – śpiew - Jacek Hiro – gitara - Grzegorz Feliks – gitara basowa - Jakub Chmura – perkusja - Jacek Mrożek – oprawa graficzna | - Jacek Wiśniewski – dizajn - Mariusz Kmiołek – zdjęcia - Sławomir Wiesławski – inżynieria, produkcja, miksowanie, mastering - Wojciech Wiesławski – inżynieria, produkcja, miksowanie, mastering |

## Wydania
| Rok  | Nr Katalogowy | Format           | Wydawca             | Region | Źródło |
| ---- | ------------- | ---------------- | ------------------- | ------ | ------ |
| 2003 | EMP 029 CD    | CD, Album        | Empire Records      | Polska | [ 6 ]  |
| 2004 | CANDLE092CD   | CD, Album, Promo | Candlelight Records | Europa | [ 6 ]  |